# 藏紅色
藏紅色，又称番红花色，是略带红色调的一种黄色，为藏红花（番红花）的颜色。

## 文化意义
在印度教中，藏紅色是火的象征。印度教传统使用火葬，藏红色因此象征着俗世的易逝。藏紅色也是上座部佛教僧袍的传统颜色。2007年緬甸反軍政府示威由於有大量上座部佛教僧侣参加，所以有“藏紅色革命”（Saffron Revolution，又譯「番紅花革命」）之稱。
不過中文的藏紅色一詞常常也指藏传佛教传统僧袍那樣的深紅色，以致於和青色一樣，有著同一名稱卻代表著兩種截然不同的顏色的困擾。